# Everardus Josephus Zeegers
Everardus Josephus Zeegers (Eindhoven, 10 januari 1755 - aldaar, 3 juni 1797) is een voormalig burgemeester van de Nederlandse stad Eindhoven. Zeegers werd geboren als zoon van burgemeester Joannes Zeegers en Huberdina Henrica Voet.
In 1786 was hij lid van het Eindhovens Patriotistisch Genootschap 'de Vaderlandsche Sociëteit Concordia’, in 1795 provisioneel representant van het volk van Bataafs-Brabant voor het Kwartier van Kempenland, van 1794 tot 1796 buitengewoon lid van de Rekenkamer te 's-Hertogenbosch, in 1793 en 1794 burgemeester van Eindhoven en in 1795 schepen van Eindhoven.
Hij trouwde te Tilburg op 29 april 1782 met Henrica Theresia van Bommel, dochter van Antonius van Bommel en Maria Clara Becx, gedoopt te Tilburg op 16 oktober 1758, begraven in Eindhoven op 24 juni 1793. 